# New Richmond (Quebec)
New Richmond es una ciudad de la provincia de Quebec, Canadá. Está ubicada en el condado regional de Bonaventure y a su vez, en la región administrativa de Gaspésie–Îles-de-la-Madeleine. Hace parte de las circunscripciones electorales de Bonaventure a nivel provincial y de Gaspésie−Îles-de-la-Madeleine a nivel federal.

## Geografía
New Richmond se encuentra ubicada en las coordenadas 48°10′00″N 65°52′00″O / 48.16667, -65.86667. Según Statistics Canada, tiene una superficie total de 168,84 km² y es una de las 1135 municipalidades en las que está dividido administrativamente el territorio de la provincia de Quebec.

## Demografía
Según el censo de 2011, había 3810 personas residiendo en esta ciudad con una densidad poblacional de 22,6 hab./km². Los datos del censo mostraron que de las 3748 personas censadas en 2006, en 2011 hubo un aumento poblacional de 62 habitantes (1,7%). El número total de inmuebles particulares resultó de 1746 con una densidad de 10,34 inmuebles por km². El número total de viviendas particulares que se encontraban ocupadas por residentes habituales fue de 1648.